# Didelfimorfs
Els didelfimorfs (Didelphimorphia) són un ordre de mamífers marsupials. Avui dia només en queda una família, els didèlfids, però antigament n'hi havia diverses famílies més. Els primers didelfimorfs aparegueren durant el Cretaci i des d'aleshores han tingut una presència important en el registre fòssil.